# Słomczyn (powiat piaseczyński)
Słomczyn – wieś sołecka w Polsce położona w województwie mazowieckim, w powiecie piaseczyńskim, w gminie Konstancin-Jeziorna.
Wieś szlachecka Slanczino położona była w drugiej połowie XVI wieku w powiecie czerskim ziemi czerskiej województwa mazowieckiego. W latach 1975–1998 miejscowość należała administracyjnie do województwa warszawskiego.
Miejscowość jest siedzibą parafii pw. św. Zygmunta, należącej do dekanatu konstancińskiego, archidiecezji warszawskiej. Zabytkowy, barokowy kościół parafialny został wybudowany w latach 1717–1725 i rozbudowany na początku XX w. Wyposażenie barokowe z XVII i XVIII w.
Na cmentarzu parafialnym pomnik poległych i pomordowanych w 1939 i w 1944.